# Mesembryanthemum stenandrum
Mesembryanthemum stenandrum är en isörtsväxtart som först beskrevs av L. Bol., och fick sitt nu gällande namn av L. Bol. Mesembryanthemum stenandrum ingår i Isörtssläktet som ingår i familjen isörtsväxter. Inga underarter finns listade i Catalogue of Life.